# Saco, Maine
Saco är en stad i York County i delstaten Maine, USA, med 18 758 invånare (2012). Den har enligt United States Census Bureau en area på totalt 101,9 km² varav 2,3 km² är vatten.